# Cyanea lobata
Cyanea lobata är en klockväxtart som beskrevs av Horace Mann. Cyanea lobata ingår i släktet Cyanea, och familjen klockväxter.

## Underarter
Arten delas in i följande underarter:
- C. l. baldwinii
- C. l. lobata

## Bildgalleri

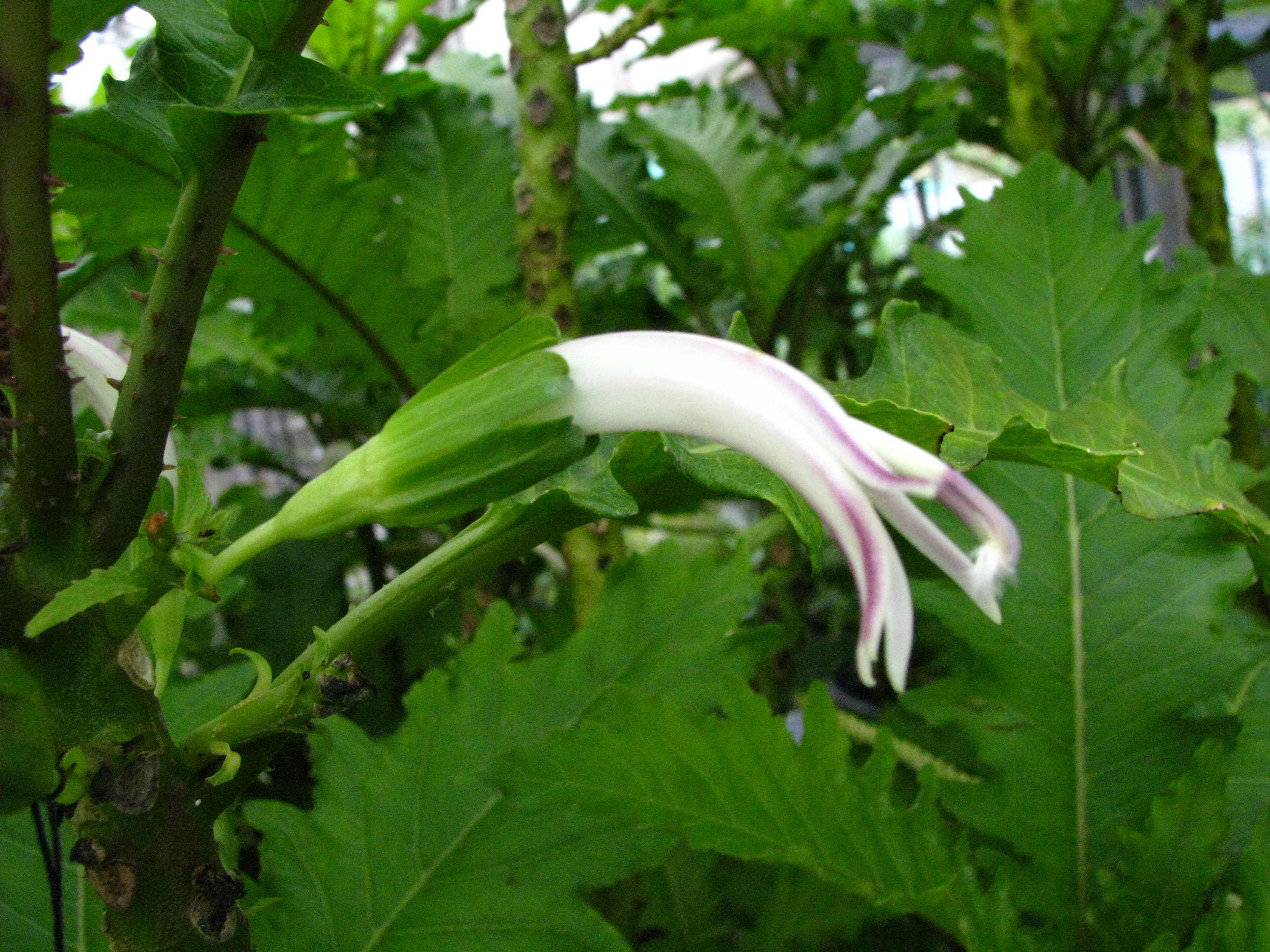
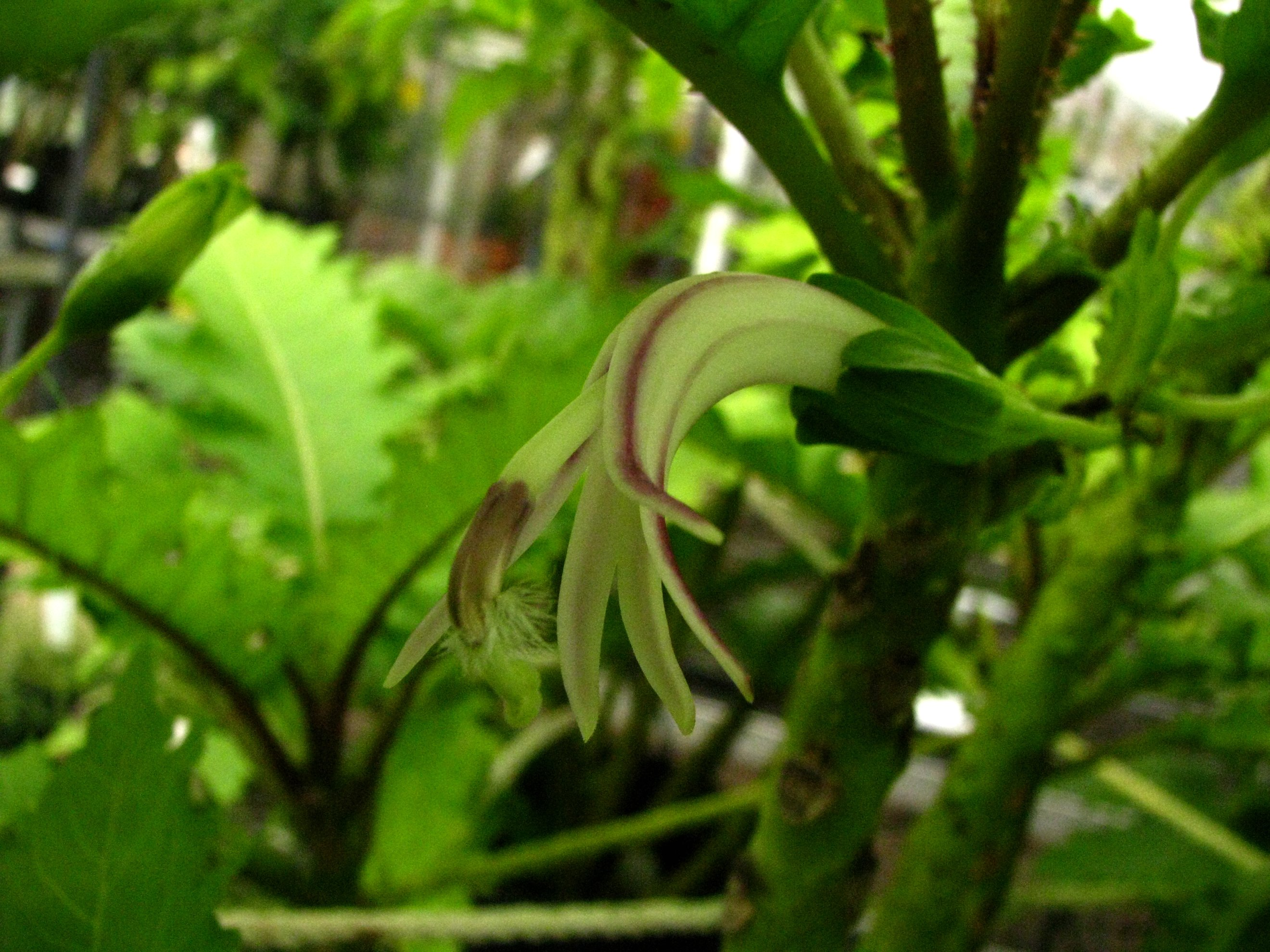